# اوراثیو سالیناس
اوراثیو سالیناس (اسپانیایی: Horacio Salinas‎؛ زادهٔ ۸ ژوئیه ۱۹۵۱) یک آهنگساز و نوازندهٔ مشهور گیتار اهل شیلی است.
وی یکی از اعضای اصلی و پایه‌گذاران گروه موسیقی اینتی-ایلیمانی است و با نوازندهٔ شهیر استرالیایی جان ویلیامز نیز هم‌نوازی داشته است.
او سال‌ها به سبب دیکتاتوری ژنرال پینوشه، در تبعید به سر برد.
از فیلم‌ها یا برنامه‌های تلویزیونی که وی در آن نقش داشته است می‌توان به کوه مقدس اشاره کرد.